# Rhadinaea marcellae
Rhadinaea marcellae este o specie de șerpi din genul Rhadinaea, familia Colubridae, descrisă de Taylor 1949. A fost clasificată de IUCN ca specie în pericol. Conform Catalogue of Life specia Rhadinaea marcellae nu are subspecii cunoscute.